# Loemühlenbach
Der Loemühlenbach ist ein gut 8,5 km langer, orografisch linker Unterlauf bzw. Nebenbach des Sickingmühlenbachs, der in Herten  entspringt, jedoch hauptsächlich in Marl verläuft (beide Nordrhein-Westfalen, Deutschland). Er war bis 1926 Grenzbach zwischen dem Amt Marl im Westen und der Landgemeinde Recklinghausen im Osten und ist heute noch, ab seiner quellnahen Vereinigung mit der Kleverbecke, auf seiner vollen Länge Grenzbach, und zwar zunächst zwischen der Stadt Marl und nacheinander den Städten Herten und Recklinghausen und dann schließlich Stadtteilgrenze zwischen Drewer im Westen und Löntrop bzw. Hüls im Osten. Zwischen dem Weierbach in Alt-Marl im Westen und dem Silvertbach in Sinsen-Lenkerbeck im Osten ist er das zentrale Fließgewässer der nach Osten erweiterten Stadt Marl.

## Geographie

### Verlauf
Der Loemühlenbach entspringt als Obermühlenbach an der Polsumer Straße im Nordwesten von Herten-Langenbochum und fließt zunächst nach Nordosten. Schon nach 250 Metern erreicht er den ersten von vier Teilen des nach ihm benannten, insgesamt 61 Hektar großen Naturschutzgebietes Loemühlenbachtal. Hier ist der Bach weitgehend naturnah, teilweise aber stark überformt. Er beherbergt mehrere Rote-Liste-Pflanzen- und Tierarten. Auf Kilometer 7,1 oberhalb der Mündung fließt ihm von links in der Kleverbecke sein gut einen Kilometer langer linker Quellbach zu, dessen Tal den größten Teil des zweiten Abschnittes des Naturschutzgebietes einnimmt. Er nimmt, fortan als Grenzfluss zwischen Herten und Marl, zunächst dessen Ostrichtung an, um wieder nach Nordosten abzudrehen. Im dritten Abschnitt des Naturschutzgebietes fließen auf Kilometer 6,7 ein einen Kilometer langer rechter Nebenbach und auf Kilometer 6,4 der gut einen Kilometer lange Wiesenthalbach.
Von Kilometer 6,2 bis Kilometer 5,6 bildet der Bach die Grenze zwischen Marl und Recklinghausen(-Bockholt), wo er die Bundesstraße 225 unterquert, um unmittelbar dahinter in den vierten und größten Abschnitt des Naturschutzgebietes einzutreten. Ganz auf heutigem Marler Gebiet fließt der Bach nunmehr in der Hauptsache nach Norden. An der heute als Hotel betriebenen, historischen Loemühle speist er den Loemühlenteich das Naturschutzgebiet endet, bald darauf fließt auf Kilometer 3,4 von rechts der gut 3,5 Kilometer lange Bockholter Bach ein.
Auf Kilometer 2,55 zweigt nach links die 820 Meter lange Hochwasserflutmulde Loemühlenbach ab, der nach 350 Metern der 2 Kilometer lange Loekampbach und nach weiteren 300 Metern der 3,4 lange Freerbruchbach einmünden. Ab Kilometer 1,8 sind beide Arme wieder vereinigt.
Vor dem Zusammenfluss mit dem bzw. Einfließen in den Silvertbach im Süden der Alten Waldsiedlung in Marl-Hamm ist er im Bereich der Bahntrassen und der A 52, die auf Kilometer 0,4 unterquert wird, verrohrt. 

### Zuflüsse

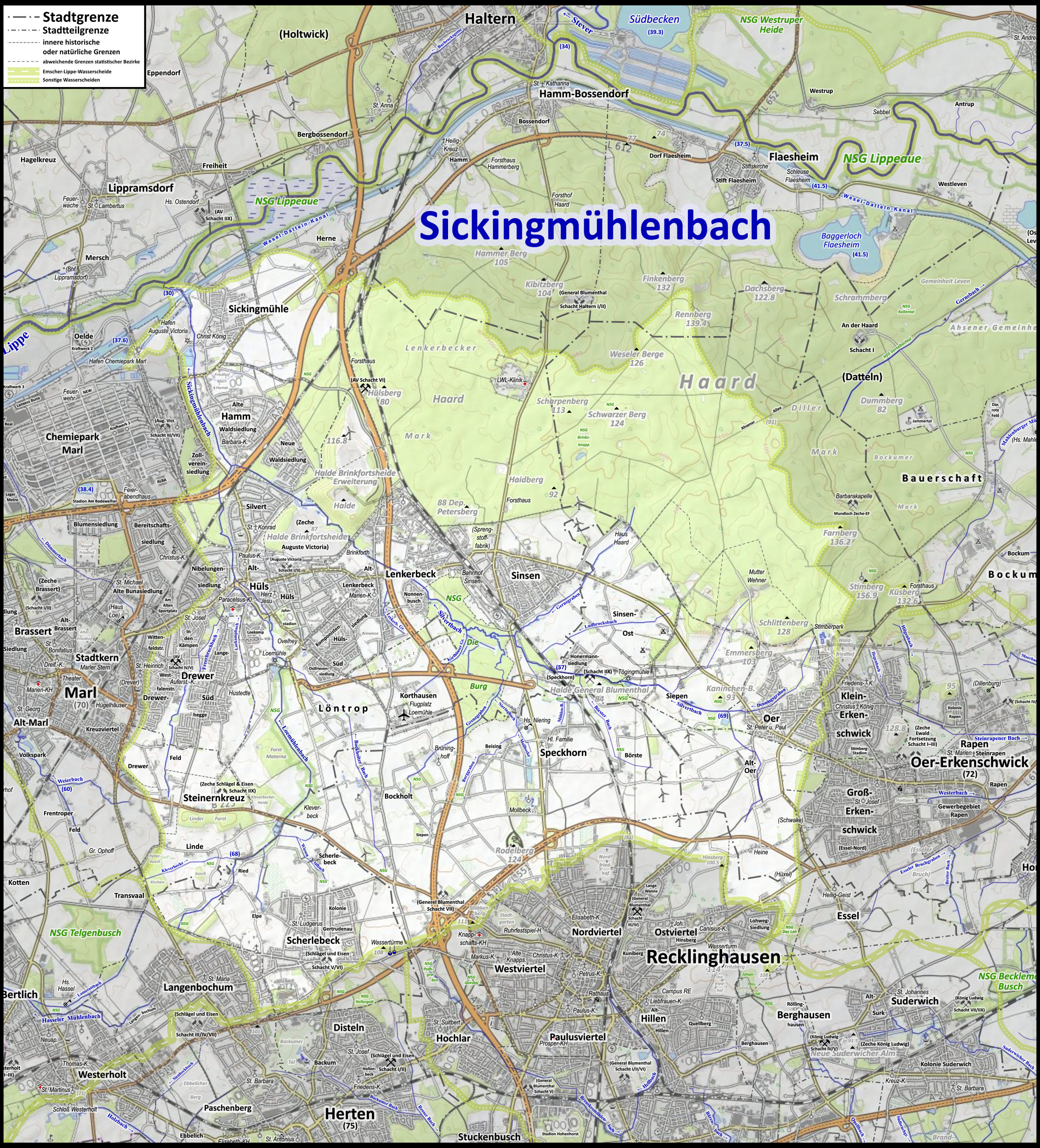
Einzugsgebiet des Sickungmühlenbachs mit dem Silvertbach und seinen Zuflüssen in Osten und Mitte und dem System des Loemühlenbachs im Südwesten

Folgende Zuflüsse speisen den Loemühlenbach (in Klammern Zuflussseite, DGKZ [falls bekannt], Länge, Zufluss-km):
- Kleverbecke (links; 2789241?; ca. 1,1 km[4]; auf km 7,1)
- NN (rechts; 2789241?; ca. 1 km[4]; auf km 6,7)
- Wiesenthalbach (rechts; 2789242; 1,041 km; auf km 6,4)
- Bockholter Bach (rechts; 2789244; 3,588 km; auf km 3,4)
- Hochwasserflutmulde Loemühlenbach (linker Nebenarm; 2789248; 820 m; auf km 2,55)
  - Loekampbach (links; 27892484; 1,988 km; nach 350 Metern)
  - Freerbruchbach (links; 27892486; 3,436 km; nach 650 m)